# Michel Adam
Pour les articles homonymes, voir Michel Adam (obtenteur de rose) et Adam (homonymie).
Michel Adam, né le 18 juillet 1926 à Orléans et mort le 30 mai 2007 à Bordeaux, est un philosophe français qui a développé un spiritualisme moral.
Étudiant à la Sorbonne, il suit l'enseignement de Gaston Bachelard et Vladimir Jankélévitch, mais il est aussi influencé par Joseph Moreau (Philosophe) et Louis Lavelle. Après avoir enseigné dans le secondaire (Orléans, Fontainebleau et Rennes), docteur ès lettres, il devient maître-assistant puis professeur à l'Université de Bordeaux III. Spécialiste de philosophie classique (Malebranche, Charron, Descartes), il a notamment travaillé sur la question religieuse. Sa pensée s'inscrit dans la tradition réflexive française.

## La pensée adamienne
Ses travaux sur l'histoire de la philosophie ont laissé place à des ouvrages de philosophie morale, dans lesquels Michel Adam a pu développer sa pensée. Son Essai sur la bêtise (1975) montre comment, en approfondissant les vues de Flaubert, la bêtise est contraire à la plasticité de l'esprit. La bêtise est, selon Adam, la "balourdiste" de l'esprit.
Cet alourdissement de l'esprit, allant jusqu'à son immobilité devant le réel, paralyse la réflexion et peut toucher, selon le philosophe, les esprits les plus vides comme les têtes les plus pleines. Au contraire, l'intelligence n'est pas prévention ni précipitation, elle n'est pas non plus une série d'idées fixes, mais bien une légèreté de l'esprit : un accueil. Ainsi, "l'esprit doit être léger devant le réel, et laisser pénétrer ce qui peut l'instruire. La véritable intelligence ne s'arrête pas au jugement qu'autrui nous impose ; il faut plus de légèreté que cela. De la même façon, un jugement abrupt marque un esprit limité." (p. 85).
Cette plasticité n'est donc possible que s'il se crée un écart entre l'esprit et le réel. Cette distance repousse alors notre rapport d'immédiateté avec la nature, et c'est dans cette mesure que la vie morale est possible.
Dans La morale à contretemps (1998), Adam tente de dégager, en prolongeant les réflexions de l'Essai, les conditions de possibilité d'une conduite morale, en la distinguant d'un quelconque code de conduite sociale. En effet, "la vraie morale, qui se moque de cette morale élémentaire, trouve ses modes d'être plus haut. La morale trouve donc son lien dans les tensions liés à des conflits de devoirs." (p. 9 et 10) Dans la lignée de Nabert et Le Senne mais aussi de Rauh, les valeurs ne peuvent se manifester que dans l'expérience de la contradiction. Le problème soulevé par Adam, vient de ce que l'agent social est toujours en deçà de la morale, stagnant au plan de la "bonne conduite" qui lui est dictée. La morale est au contraire active, et son exercice est périlleux, douloureux, à l'image de la vie de l'esprit qu'Adam tente de définir : "La conscience morale ne peut se saisir que dans son activité même. Elle n'est donc pas dans son domaine lorsqu'on la pense abstraitement. Elle ne s'éveille que là où une tension liée à une exigence de réalisation se manifeste." (p. 13)

## Ouvrages
- Le sentiment du péché (1967)
- La calomnie, relation humaine (1968)
- Michel Adam, Essai sur la bêtise, Paris, La Table ronde, 2004 (ISBN 978-2-7103-2694-6)
- Michel Adam, Études sur Pierre Charron, Talence, Presses universitaires de Bordeaux, 1991, 238 p. (ISBN 2-86781-118-X)
- Michel Adam, La morale à contre-temps, Paris, Harmattan, 1998 (ISBN 978-2-7384-6590-0)
- Michel Adam, Malebranche et le problème moral, Bordeaux, Bière, 1995 (ISBN 978-2-85276-063-9)
- Michel Adam, L'eucharistie chez les penseurs français du dix-septième siècle, Hildesheim New York, Georg Olms, 2000, 254 p. (ISBN 3-487-11183-7)